# Alberton (Montana)
Alberton é uma cidade  localizada no Estado americano de Montana, no Condado de Mineral.

## Demografia
Segundo o censo americano de 2000, a sua população era de 374 habitantes.
Em 2006, foi estimada uma população de 438, um aumento de 64 (17.1%).

## Geografia
De acordo com o United States Census Bureau tem uma área de
1,6 km², dos quais 1,5 km² cobertos por terra e 0,1 km² cobertos por água. Alberton localiza-se a aproximadamente 931 m acima do nível do mar.

## Localidades na vizinhança
O diagrama seguinte representa as localidades num raio de 36 km ao redor de Alberton.